# Rolf Oliefelt
Rolf Oliefelt är ett oljefält i den danska delen av Nordsjön. Det ligger cirka 245 km väster om Esbjerg och 500 km väster om huvudstaden Köpenhamn.
Fältet togs i drift 1986 som ett satellitfält till det större Gormfältet. År 2011 togs fältet ur produktion på grund av läckage i ledningarna till Gormfältet.